# Gambro

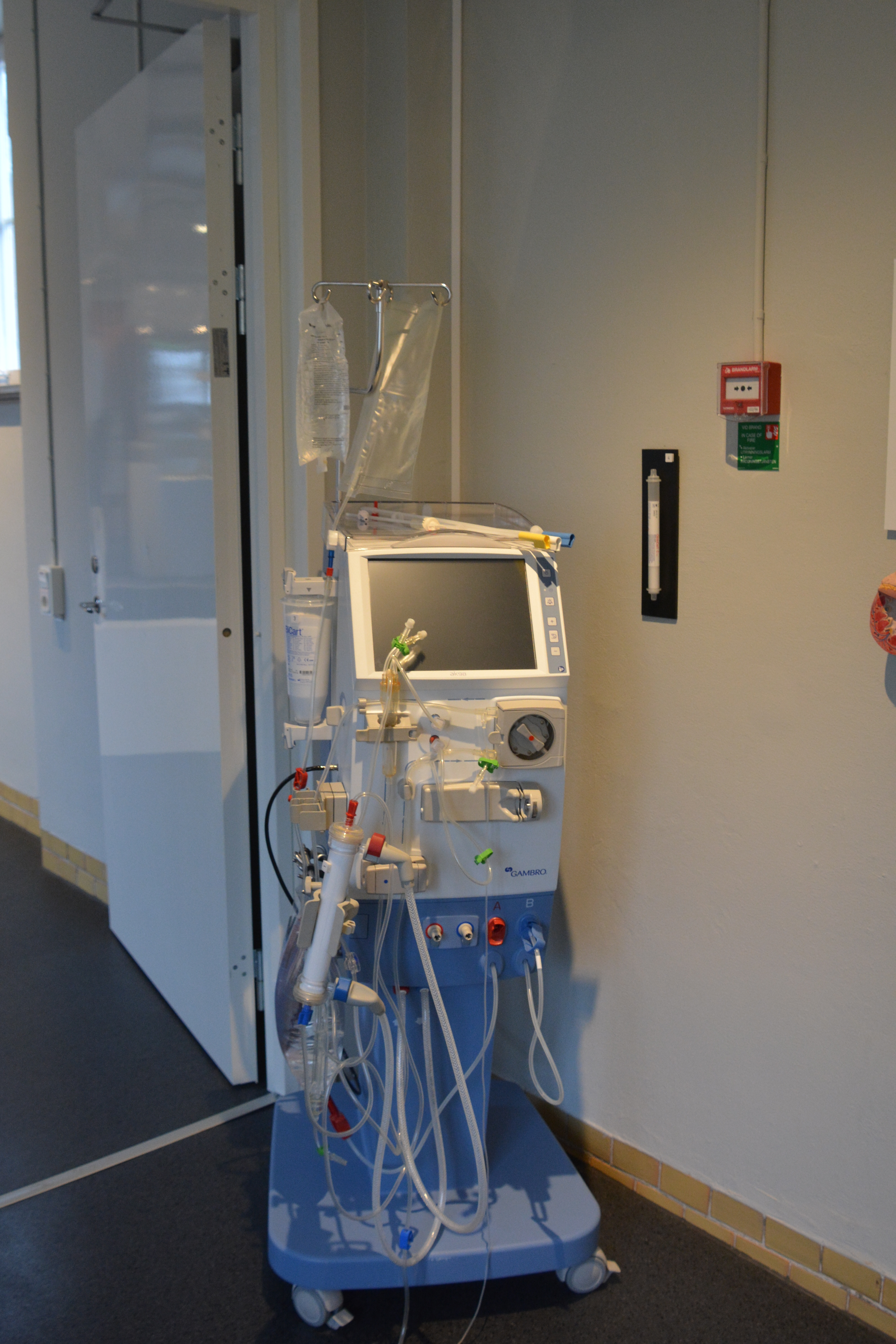
Gambro dialysmaskin 2015, Livets museum, Lund

Gambro är ett globalt medicintekniskt företag som tillverkar produkter för dialysbehandling.  
Gambro tillverkar framför allt produkter för njur- och leverdialys och andra leversjukdomar. Gambro grundades 1964 i Lund av Holger Crafoord och har omkring 8.000 anställda, produktionsanläggningar i nio länder och försäljning i fler än 100 länder. 2012 flyttades huvudkontoret tillbaka från Stockholm till Lund, vilket är Gambros "Center of Excellence". År 2013 köptes Gambro av amerikanska Baxter International. Gambro benämns numera Baxter. Den 10 oktober 2018 meddelades att all produktion vid Baxter i Lund fram till år 2022 flyttas till Italien. Två tredjedelar av alla tjänster i Lund (totalt 360 stycken) försvinner samt även ett okänt antal konsulter Neddragningen i Lund berör förutom produktionen även forsknings- och utvecklingsverksamheten. Ett av motiven är att öka den verksamheten i bland annat Indien.

## Historik
Nils Alwall, professor vid Lunds universitet, uppfann 1961 en av de första konstgjorda njurarna. Tre år senare träffade han industri- och affärsmannen Holger Crafoord, vilken startade ett företag baserat på Alwalls uppfinning. Utvecklingen av konstgjorda njurar för engångsbruk började i Lund och serietillverkning startade 1967 med dialysatorn ”Ad-modum-Alwall”. Företaget tog namnet Gambro, som är en förkortning av det ursprungliga svenska företagsnamnet: ”Gamla Brogatans Sjukvårdsaffär Aktiebolag”. Moderbolaget hette Holger Crafoord AB. Företagets första anläggning utanför Sverige byggdes på 1970-talet i Hechingen, Tyskland. Gambros aktier noterades på Stockholmsbörsen 1983. År 2006 köptes Gambro ut från börsen av Indap AB, som ägs gemensamt av investmentbolagen EQT och Investor AB. År 2013 köptes Gambro av amerikanska Baxter International.
Under de senaste årtiondena har Gambros sortiment av produkter och behandlingar breddats – dels genom lanseringen av nya produkter, dels genom förvärv ,såsom Hospal (1987), COBE (1990), Teraklin (2004) och CHF Solutions Inc. (2010). CHF Solutions utformar och tillverkar behandlingar och produkter för patienter med onormal vätskeansamling i kroppen genom en förenklad form av ultrafiltration där salt och vatten avlägsnas från patienten.

## Gambros behandlingar och produkter

### Behandlingar av kronisk sjukdom
Kronisk njursjukdom inträffar när protein går att spåra i urinen och njurfunktionen har sjunkit till under 90 procent av normal funktion eller när onormala förändringar upptäcks i njuren.[källa behövs]
Behandlingsalternativ[källa behövs]

Hemodialys (HD): en metod som avlägsnar giftiga avfallsprodukter från patientens blod utanför kroppen med hjälp av en konstgjord njure – även kallad dialysator.

Hemodiafiltration (HDF): en behandlingsmetod som är utformad för att optimera avlägsnandet av större (högre molekylvikt) giftiga avfallsprodukter med hjälp av dialysatormembran för högflöde.[källa behövs]

Hemofiltration (HF): ett alternativ till HDF (se ovan) som inte används lika ofta, men som också optimerar avlägsnandet av större (högre molekylvikt) giftiga avfallsprodukter genom användning av dialysatormembran för högflöde. HF tillämpas vanligtvis på de patienter som under normal HD blir hemodynamiskt instabila och får symtomatiska blodtrycksfall, kramper, m.m.[källa behövs]

Peritonealdialys: Rengöringsprocessen av blodet utförs inuti kroppen och steril reningsvätska leds in i patientens bukhåla, där peritoneum fungerar som ett dialysatormembran.[källa behövs]

### Behandlingar av akut sjukdom
Akut njursvikt eller akut njurskada (AKI) innebär en plötslig försämrad njurfunktion, som ofta är orsakad av trauma eller olycka. Möjliga symtom som associeras med den här typen av njursvikt innefattar lågt blodtryck eller urinretention. Syftet med behandlingen av akut njursvikt är att ersätta njurfunktionen med dialys tills njuren fungerar igen. Akut njursvikt kan leda till kronisk njursjukdom, även om det beror på orsaken till tillståndet. Gambro erbjuder produkter för kontinuerlig njurersättningsbehandling (CRRT) och även för leversjukvård (leverdialys). Leversvikt påminner om njursvikt på det sättet att det leder till att avfallsprodukter ansamlas i blodomloppet. Däremot skiljer sig avfallsprodukterna markant åt mellan njursvikt och leversvikt. [källa behövs]

## Organisation
Gambro har produktionsanläggningar i nio länder. Företagets senaste tillskott är en tillverkningsanläggning i Opelika, Alabama i USA, vars produktion startade 2009. Den största tillverkningsanläggningen finns i Hechingen i Tyskland med ca 1 380 anställda. Gambro fokuserar på att få ut nya innovativa produkter och behandlingar på marknaden och har i dag rättigheterna till fler än 1 800 patent. Gambro har 350 FoU-anställda på fyra platser runtom i Europa. Företaget har kontor och finns representerade i fler än 100 länder. Omkring 350 000 patienter med kronisk njursjukdom behandlas med Gambros produkter varje år, vilket motsvarar en fjärdedel av alla dialyspatienter runtom i världen.